# Gutevolk
Gutevolk（グーテフォルク）は日本のシンガーソングライター、作曲家、編曲家、映像作家、DJである、西山豊乃によるソロユニット。

## 概要
- 1997年、自主映画のサウンドトラックを作成。
- 1998年、竹村延和『夜の遊園地』に作詞、ボーカルで参加。
- 1999年、「にしやまひろの」名義でデビュー。
- ライブでは、アート・リンゼイやジム･オルーク、ヨ・ラ・テンゴの前座を務めたこともある。
- 2002年、細野晴臣主宰のレーベルDaisy World DiscsにてGutevolkの名義で活動をはじめる。

## ディスコグラフィー

### 西山豊乃名義アルバム
- ゆらゆらゆれる (1999)
- 回旋塔 (2001)
- pied piper (2001)

### Gutevolk名義アルバム
- THE HUMMING OF TINY PEOPLE -グーテフォルクは水の中 (2002)
- SUOMI (2003)
- TWINKLE (2004)
- グーテフォルクと流星群 -TINY PEOPLE SINGING OVER THE RAINBOW- (2007)
- 太陽のシャンデリア (2010)
- 声飛行～ Hello tiny people !l will catch you (2017)